# Marija Maister
Marija Maister narodno zavedna Slovenka in humanitarka, * 15. januar 1885 Gornji Logatec, † 19. september 1938, Maribor.

## Življenje in delo
Marija (tudi Mary) je prva hčerka zdravnika Stanka Stergarja v Gornjem Logatcu. Kasneje se je Stergarjeva družina preselila v Ljubljano, kjer je oče postal zdravnik okrožnega glavarstva. Marija Stergar je v Ljubljani končala višjo dekliško šolo, ki je bila tedaj najvišja šola v mestu za žensko mladino. Po letu 1911 je to šolo nadomestil ženski licej. Poleg splošne izobrazbe so si dekleta pridobila znanje slovenskega in nemškega jezika, učile so se tudi francoščine.
Stergarjeva se je kot dvajsetletnica leta 1905 poročila z nadporočnikom Rudolfom Maistrom. Marija je po tem, ko je postal njen mož general in osvoboditelj Maribora, stopila kot zavedna Slovenka v prve vrste mariborskih narodnih dam in s svojim človekoljubjem dejala pečat mestnemu slovensko usmerjenemu ženstvu. Bila je organizatorka in pobudnica različnih humanih akcij (skrb za zdravje otrok, pomoč dijaštvu in akademski mladini, podpora kulturi in mladim umetnikom), ki jih je vedno izpeljala s skrbno izbranim odborom. Sodelovala je skoraj v vseh mariborskih nacionalnih in kulturnih društvih, tako na primer pri Jadranski straži, Rdečem križu, Društvu za zdravstveno zaščito dece in mladine. 20 let je vodila Mariborsko žensko društvo, ki je bilo podružnica Splošnega slovenskega ženskega društva. Kot zavzeti predsednici Francoskega krožka v Mariboru ji je francoska vlada podelila celo dve odlikovanji (Palme academique in Mouchan d`Isticar). Z odličnim znanjem francoščine je bila v veliko pomoč svojemu možu v času pogovorov z antantnimi oficirji po prevratu 1918. Jugoslovanska vlada pa jo je odlikovala z redom sv. Save IV. stopnje.
Njen pogreb je bil prava narodna manifestacija.

## Vir
- Splošno žensko društvo 1901-1945, od dobrih deklet do feministk (COBISS), str. 480–482.

1. 1 2  https://www.obrazislovenskihpokrajin.si/oseba/maister-marija-mara-marica-mary/